# Gianpietro Gariani

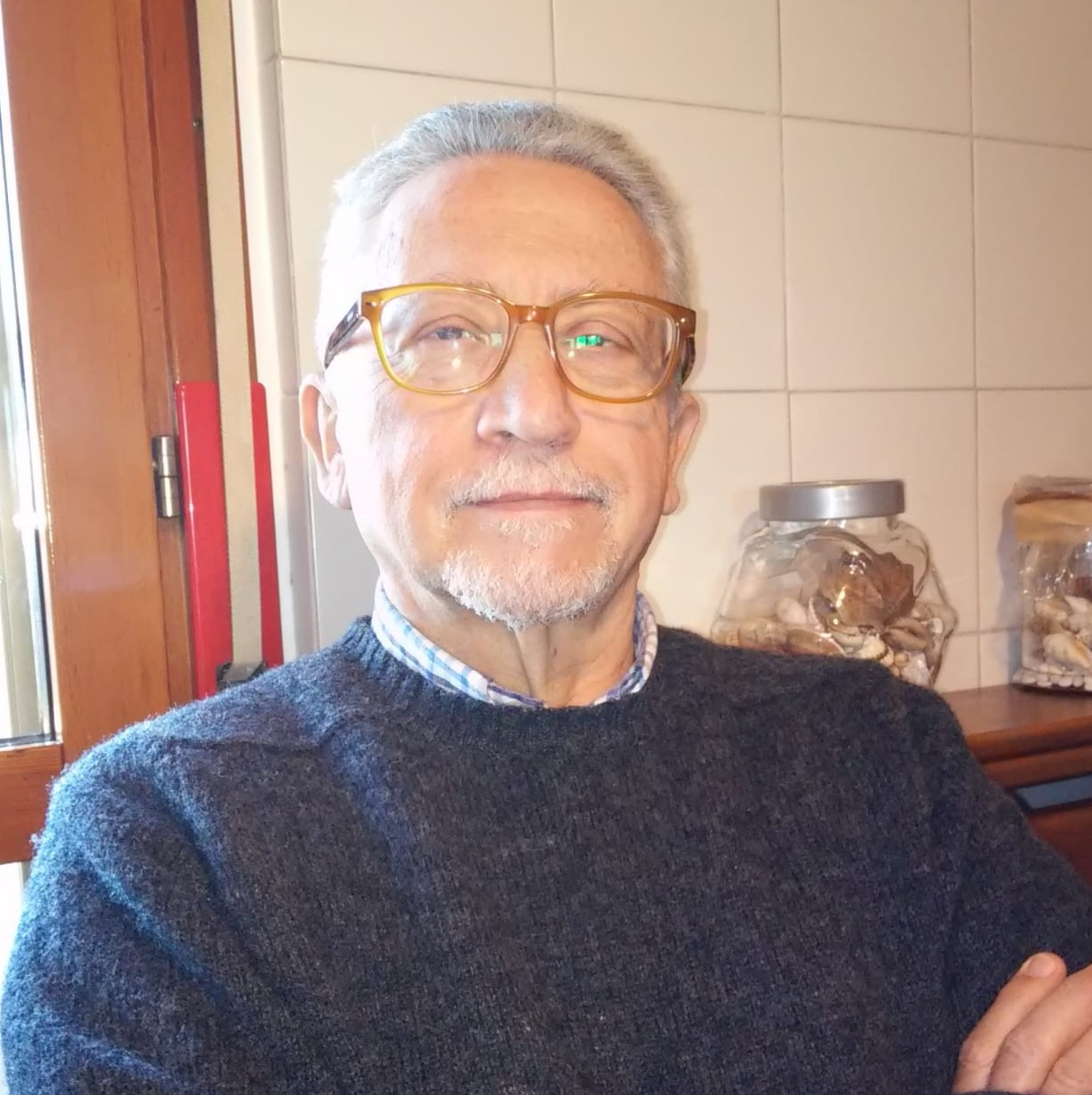
Gianpietro Gariani in studio

Gianpietro Gariani (Milano, 20 dicembre 1943) è un illustratore, animatore e collezionista italiano.

## Biografia
Dopo aver frequentato la Scuola Superiore D'Arte Applicata all'Industria annessa al museo artistico municipale del Castello Sforzesco di Milano, negli anni sessanta approda, come animatore e operatore del cinema, alla Pagot Film di Toni e Nino Pagot, dove resterà fino alla chiusura dell'azienda e lavorando al fianco di Luca Bertoletti, Attilio Perugini, Sergio Toppi, Elio Silvestri, Daniele Fagarazzi e Carlo Peroni.
Negli anni trascorsi alla Pagot film si cimenta in un discreto numero di caroselli ed elaborazioni di storie e personaggi di case di produzione quali Warner Bros. e Hanna-Barbera.
Fa parte del gruppo di animatori che hanno realizzato negli anni il Calimero. 
Nel 1971 fonda lo Studio Zeta, insieme ad Attilio Perugini e Luca Bertoletti, dove realizza animazioni e scenografie per spot pubblicitari e sigle televisive.
Dal 1996 al 2003 è consulente presso la Civica Scuola di Cinema Luchino Visconti del comune di Milano, dove insegna animazione.
Gianpietro Gariani è un estimatore e collezionista di fossili e conchiglie provenienti da tutto il mondo, ha collaborato in diverse pubblicazioni volte alla promozione della loro conoscenza ed all'esaltazione della loro bellezza. Nel 2020 ha realizzato, con la Società Italiana di Malacologia, un'area del percorso I suoni del mare presso l'acquario di Cattolica, allestendo un'area espositiva ricca di oltre 500 esemplari provenienti dai mari tropicali e dal Mediterraneo. Le conchiglie sono un tema ricorrente anche nelle sue opere, le disegna e rappresenta in ogni sua creazione, come fossero la sua firma.
Nel 2023 realizzò con Michela Anneda il cartone dello Zecchino d'Oro 2023 Rosso.

## Opere e collaborazioni

### Caroselli per la Pagot film
- Calimero
- Silvestro
- Grisù il Draghetto

### Animazione e scenografia
- Evoluzione (con il pittore Pasquale Raffaele D'Orlando, 1973) film pittura in 35 mm a colori e sonoro.[9]
- Clorofilla dal cielo blu (prodotta da RSI su testi di Bianca Pitzorno e disegni di Adelchi Galloni, 1984) episodi animati e sigla[10]
- Io son Calimero (coproduzione Raiuno e Studio Rever, 1992-1993) animazione, serie e sigla

### Disegni e illustrazioni per giornali
- Milanosud (Associazione socioculturale, 1998 -2015) realizza la mascotte del giornale e disegna le vignette degli articoli.[11]

## Riconoscimenti
- Medaglia di bronzo come migliore opera della scuola superiore D'Arte Applicata all'Industria, 1959[senza fonte]